# 灰岩生薹草
灰岩生薹草（学名：Carex calcicola），为莎草科薹草属下的一个植物种。。分布在中国大陆的贵州等地，生长于海拔800米至900米的地区，多生在石灰岩上。